# Skip Barber
John »Skip« Barber III., ameriški dirkač Formule 1, * 16. november 1936, Filadelfija, ZDA.

## Življenjepis
Debitiral je v sezoni 1971, ko je nastopil na štirih dirkah, a enkrat se mu ni uspelo kvalificirati na dirko, enkrat je odstopil, dvakrat je pa dirko končal, toda zaradi prevelikega zaostanka za zmagovalcem ni bil uvrščen. V naslednji sezoni 1972 je nastopil na predzadnji dirki sezone za Veliko nagrado Kanade, kjer zaradi prevelikega zaostanka za zmagovalcem ni bil uvrščen, in domači in zadnji dirki sezone za Veliko nagrado ZDA, kjer je zasedel šestnajsto mesto. Ob koncu sezone se je upokojil kot dirkač Formule 1.

## Popolni rezultati Formule 1
(legenda) (odebeljene dirke pomenijo najboljši štartni položaj, poševne pa najhitrejši krog, †-uvrščen kljub odstopu)
| Leto | Moštvo            | Šasija    | Motor       | 1   | 2   | 3       | 4      | 5   | 6   | 7   | 8   | 9   | 10      | 11     | 12     | Prv | Toč |
| ---- | ----------------- | --------- | ----------- | --- | --- | ------- | ------ | --- | --- | --- | --- | --- | ------- | ------ | ------ | --- | --- |
| 1971 | Gene Mason Racing | March 711 | Cosworth V8 | JAR | ŠPA | MON DNQ | NIZ NC | FRA | VB  | NEM | AVT | ITA | KAN Ret | ZDA NC |        | -   | 0   |
| 1972 | Gene Mason Racing | March 711 | Cosworth V8 | ARG | JAR | ŠPA     | MON    | BEL | FRA | VB  | NEM | AVT | ITA     | KAN NC | ZDA 16 | -   | 0   |